# Vagabondages
 (mai 2019).
Éditions Vagabondages est une maison d'édition spécialisée dans la bande dessinée.

## Historique
Les Éditions Vagabondages, associées à Régis Loisel voient le jour en 2008 et veulent faire de la bande dessinée régionale. Les lieux, l'histoire, les personnages de nos régions, des événements, des hommes, des villes livrent leurs secrets à des auteurs installés en Normandie.

## Auteurs
- Karolyn

Scénario, dessin : Luguy / Couleurs : Lecoq
- Normandie juin 44

Scénario : Djian, Félix, Isabelle Bournier, Marc Pottier / Dessin : Paillou, TieKo / Couleurs : Moreau 
- Les P'tits Philou

Scénario : Djian / Dessin : Corbet / Couleurs : Herteau] 
- Tourville

Scénario : Toriel / Dessin : Sylvérik / Couleurs : Liéron
- Fanch Karadec

Scénario : Heurteau / Dessin : Corbet / Couleurs : Moreau